# Inge Troch
Inge Troch (* 24. Februar 1941) ist eine Mathematikerin und ehemalige Professorin am Institut für Analysis und Scientific Computing an der Fakultät für Mathematik und Geoinformation an der Technischen Universität Wien.

## Leben
Inge Troch promovierte 1966 an der TU Wien mit einer Arbeit aus dem Gebiet der Regelungsmathematik. Bis zu ihrer Berufung als Universitätsprofessorin für Regelungsmathematik und Modellbildung und Simulation im Jahre 1975, verbrachte sie mehrere Gastaufenthalte im Ausland, unter anderem in Bologna, Italien. In Österreich selbst hielt sie Lehrveranstaltungen in Wien, Linz und Krems. Inge Troch war Leiterin des Institutes für Analysis und Scientific Computing an der Fakultät für Mathematik und Geoinformation an der TU Wien. Seit 2006 ist sie im Ruhestand.
Während ihrer Zeit als aktive Forscherin war sie Funktionärin an folgenden Instituten und Gremien:
- Österreichische Delegierte im IFAC Technical Committee (TCs)
- Vorsitzende des VDI/VDE-GMA-Committees
- Vorsitzende des IMACS-TC
- Organisatorin der Konferenzreihe “Mathematical Modeling - MATHMOD Vienna”
- Mitglied des IPC (die Organisatorin von ~60 internationalen Symposien und Kongressen)
- Mitglied des Redaktionsausschusses von C-TAT (Control-Theory and Advanced Technology)

Troch ist die Gründerin des Journals „Mathematical und Computer Modelling of Dynamical Systems“ und dort ist bis heute als Editor-in-Chief beschäftigt. Obwohl sie vor mehr als 10 Jahren in den Ruhestand gegangen ist, beschäftigt sie sich aktiv als Mitglied in  internationalen Gremien verschiedener Organisationen, wie Mathematics und Computer Simulation (MATCOM), J. Intelligent and Robotic Systems (JIRS) und Surveys über Mathematik in der Industrie. Inge Troch ist Senior-Mitglied des IEEE.

## Forschung und Publikationen
Troch verfasste mehr als 100 Publikationen in wissenschaftlichen Fachzeitschriften und Büchern in den Bereichen der Kontroll-Mathematik, Modellierung Simulation und Robotik. Sie ist Mitautorin von zwei Büchern, darunter “Robot Control 1991”.

## Auszeichnungen & Ehrungen
- 2015: Österreichische Ehrenkreuz für Wissenschaft und Kunst I. Klasse